# ActiveX Data Objects
ADO (від англ. ActiveX Data Objects — «об'єкти даних ActiveX») — прикладний програмний інтерфейс для доступу до даних, розроблений компанією Microsoft (MS Access, MS SQL Server) і заснований на технології компонентів ActiveX. ADO дозволяє представляти дані з різноманітних джерел: (реляційної СУБД, текстових файлів тощо) в об'єктно-орієнтованому програмуванні виді.

## Опис
Об'єктна модель ADO складається з наступних об'єктів високого рівня і сімейств об'єктів:
- Connection (представляє підключення до віддаленого джерела даних)
- Recordset (представляє набір рядків, отриманий від джерела даних)
- Command (використовується для виконання команд і SQL-запитів з параметрами)
- Record (може представляти одну запис об'єкта Recordset або ж ієрархічну структуру, що складається з текстових даних)
- Stream (використовується для читання і запису потокових даних, наприклад, документів XML або двійкових об'єктів)
- Errors (представляє помилки)
- Fields (представляє стовпці таблиці бази даних)
- Parameters (представляє набір параметрів SQL-інструкції)
- Properties (представляє набір властивостей об'єкта)

Компоненти ADO використовуються в мовах високого рівня, таких як VBScript в ASP, JScript в WSH, Visual Basic, Delphi.
Останньою версією ADO є версія 2.8. У рамках платформи Microsoft. NET інтерфейс ADO замінений ADO.NET.

## Основи використання
Деякі основні кроки необхідні для того, щоб мати можливість отримати доступ та керувати даними за допомогою ADO:
1. Створення об'єкта з'єднання для підключення до бази даних.
2. Створення об'єкта набору записів з метою отримання даних.
3. Відкрите з'єднання
4. Заповнити запис, відкривши його і передаючи потрібне ім'я таблиці або SQL заяву як параметр для відкритої функції.
5. Зафіксуйте зміни, внесені в дані (якщо такі є) за допомогою оновлень або UpdateBatch методами.
6. Закрити базу даних

### ASPприклад
Ось ASP наприклад, за допомогою ADO, щоб вибрати поле «Name», з таблиці з ім'ям «Phone number», де «PhoneNumber» дорівнювала «555-5555».
```
dim
 
myconnection,
 
myrecordset,
 
name
set
 
myconnection
 
=
 
server.createobject("ADODB.Connection")
set
 
myrecordset
 
=
 
server.createobject("ADODB.Recordset")

myconnection.open
 
mydatasource
myrecordset.open
 
"Phonebook",
 
myconnection
 

myrecordset.find
 
"PhoneNumber
 
=
 
'555-5555'"
name
 
=
 
myrecordset.fields.item("Name")
myrecordset.close

set
 
myrecordset
 
=
 
nothing
set
 
myconnection
 
=
 
nothing

```

Це еквівалентно наступним ASP-код, який використовує звичайні SQL, а не функціональність Recordset об'єкту:
```
dim
 
myconnection,
 
myrecordset,
 
name
set
 
myconnection
 
=
 
server.createobject("ADODB.connection")
myconnection.open
 
mydatasource
set
 
myrecordset
 
=
 
myconnection.execute("SELECT
 
Name
 
FROM
 
Phonebook
 
WHERE
 
PhoneNumber
 
=
 
'555-5555'")
name
 
=
 
myrecordset(0)

```